# Cavernisa
Cavernisa is een geslacht van weekdieren uit de klasse van de Gastropoda (slakken).

## Soort
- Cavernisa zaschevi (Angelov, 1959)